# His Father's Wife (film 1919)
His Father's Wife è un film muto del 1919 diretto da Frank Hall Crane.

## Produzione
Il film fu prodotto dalla World Film.

## Distribuzione
Il copyright del film, richiesto dalla World Film Corp., fu registrato il 6 settembre 1919 con il numero LU14150.
Distribuito dalla World Film, il film uscì nelle sale cinematografiche statunitensi l'8 settembre 1919.